# Moritz Szeps

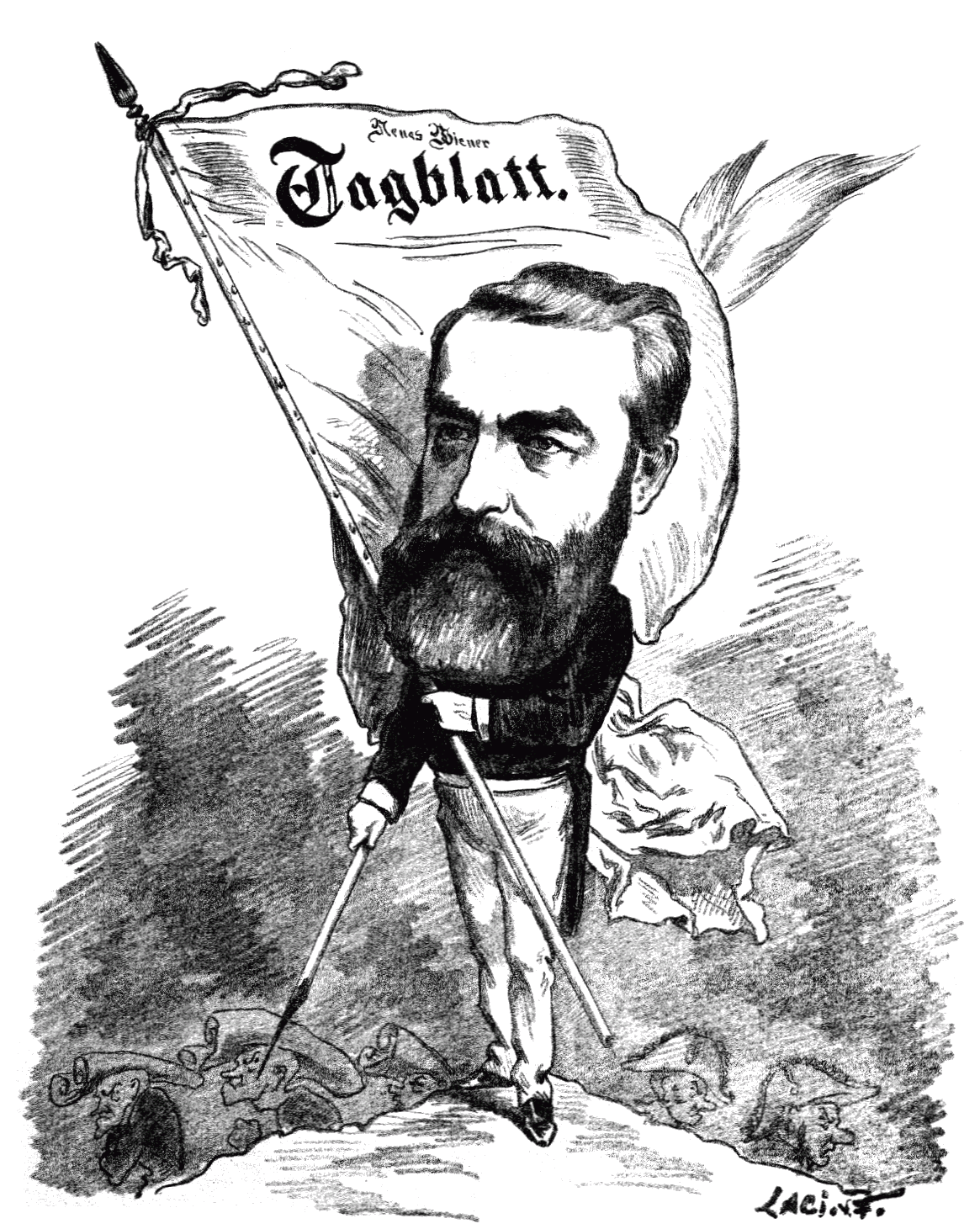
Moriz Szeps, in einer Karikatur von László von Frecskay aus der Satirezeitschrift Die Bombe (1877)

Moriz Szeps (postume Schreibweise Moritz; geboren 5. November 1835 in Busk, Galizien, Kaisertum Österreich; gestorben 9. August 1902 in Wien, Österreich-Ungarn) war ein österreichischer Journalist und Zeitungsverleger.

## Leben
Der Sohn eines jüdischen Arztes studierte zunächst Medizin in Lemberg und in Wien, wurde dann aber Journalist.
Von 1855 bis 1867 war Moriz Szeps Chefredakteur der Wiener Morgenpost. Ab 1867 war er Verleger des Neuen Wiener Tagblatts, der führenden liberalen Zeitung Österreichs. Szeps war ein Freund von Kronprinz Rudolf und veröffentlichte dessen politische Texte anonymisiert in seiner Zeitung. Szeps scheute publizistische Auseinandersetzungen nicht und griff seine Gegner im Blatt direkt an.
Er ließ 1877 von Ludwig Tischler sein Stadtpalais im 9. Wiener Gemeindebezirk Alsergrund erbauen.
Nachdem ihn die Geldgeber, die publizistisch vorsichtiger agieren wollten, 1886 aus der Verlagsaktiengesellschaft gedrängt hatten, kaufte er mit Hilfe eines ungarischen Finanziers die Morgenpost und änderte ihren Titel in Wiener Tagblatt (ab 1901: Wiener Morgenzeitung), um seine publizistische Linie fortzusetzen. Das Blatt war wirtschaftlich nicht erfolgreich und wurde 1905 eingestellt.

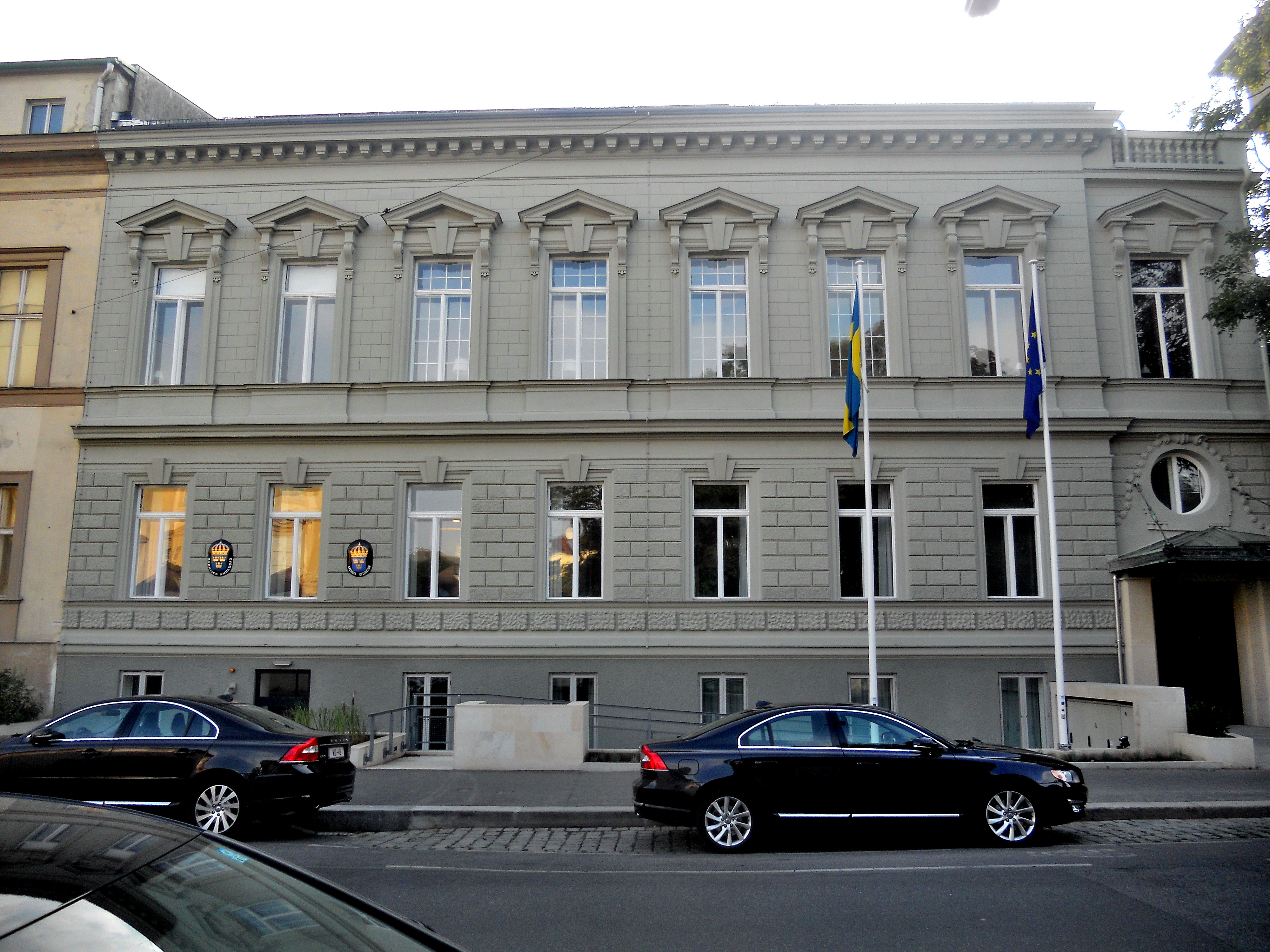
Palais Szeps in Wien 9., Liechtensteinstraße 51 (2015)

Wie der Kronprinz sah Szeps die Zukunft der Monarchie nicht in der Anlehnung an das unter Bismarck Deutsche Reich, sondern in der Zusammenarbeit mit Frankreich. Er knüpfte daher immer wieder Kontakte in Paris und war politischer Gesprächspartner von Georges Clemenceau, damals ebenfalls Zeitungsherausgeber. Bei diesen Begegnungen waren Szeps' Töchter Sophie und Berta oft dabei. Die frankophile Denkweise stieß in Wien auf heftige politische Kritik, vor allem aus dem deutschnationalen, immer stärker antisemitischen Lager, und hatte bei Kaiser Franz Joseph I. keine Chance. Der Tod des Kronprinzen 1889 war für Szeps ein enormer politischer Rückschlag.

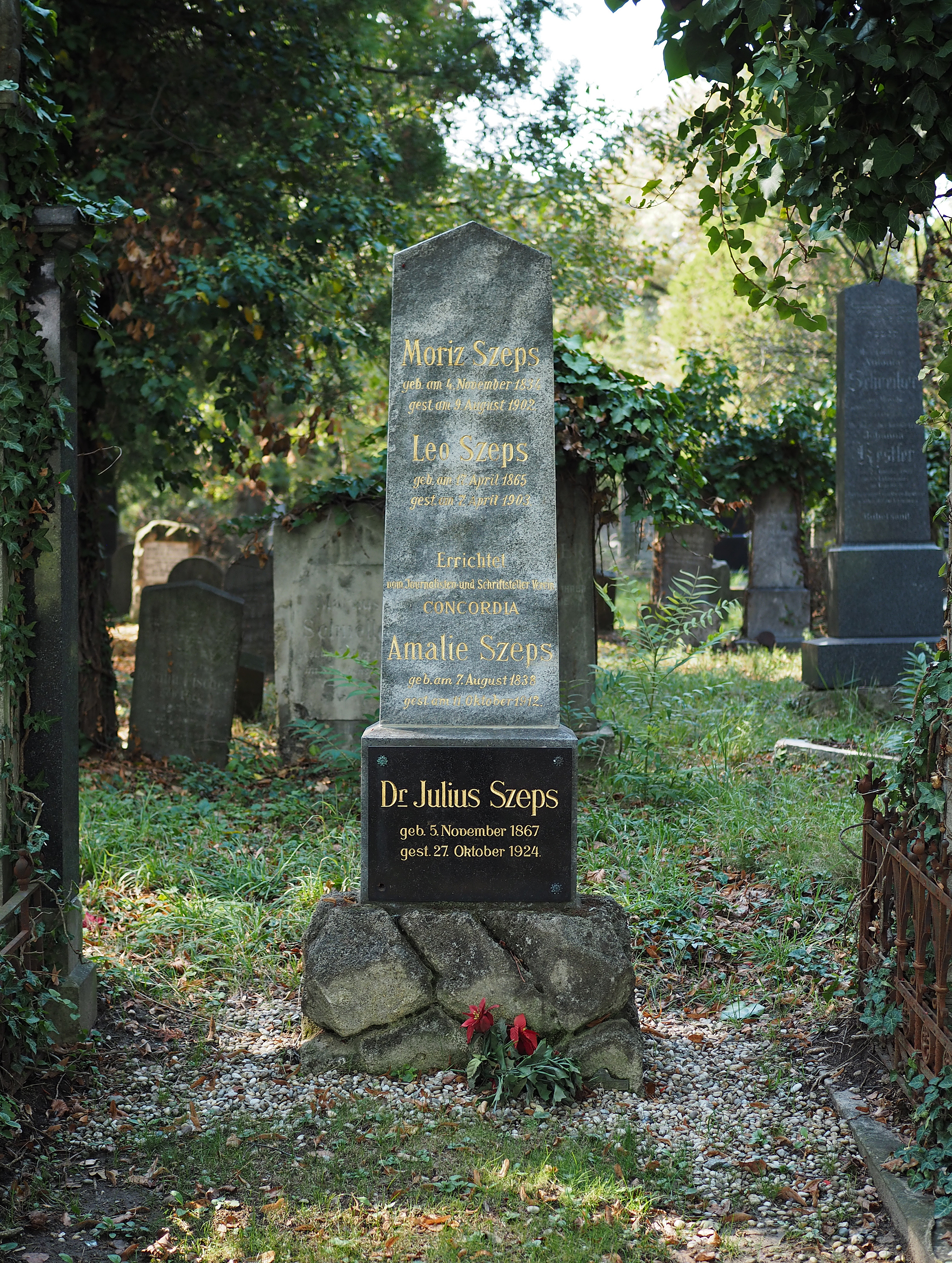
Grab von Moriz Szeps und anderen Familienmitgliedern in der Alten Israelitischen Abteilung des Wiener Zentralfriedhofs (2018)

Moriz Szepz starb im Sanatorium Löw, Wien 9., Mariannengasse 20. Szeps' Grab auf dem Wiener Zentralfriedhof befindet sich in der Alten Israelitischen Abteilung (1. Tor, Gruppe 19, Reihe 56, Nr. 31). Im Grab wurden nur acht Monate nach Moriz' Tod 1902 sein Sohn Leo (1903), zehn Jahre nach Moriz (1912) seine Witwe Amalie und 1924 sein Sohn Julius bestattet. Der Grabstein, auf dem dies vermerkt ist, wurde laut Aufschrift vom bis heute bestehenden Presseclub Concordia gestiftet, den Moriz Szeps mitgegründet hatte.

## Familie
Moriz Szeps, der in Lehmanns Adressbuch 1871 an der Adresse 1. Bezirk, Franziskanerplatz 5, verzeichnet war, wohnte 1878–1889 mit seiner Frau
- Amalia, geb. Schlesinger (Eheschließung 1861, † 11. Oktober 1912, 76-jährig), und den Kindern
- Sophie (Sophia, 1862–24. September 1937),
- Berta (Bertha, 1864–1945),
- Leo(n) (1865–7. April 1903),
- Julius (5. November 1867–27. Oktober 1924)
- Ella (Eleonore, 1869–bestattet 3. Februar 1885)

im für die Familie von Ludwig Tischler unmittelbar neben dem Gartenpalais Liechtenstein errichteten Haus Szeps, Liechtensteinstraße 51, im 9. Bezirk. Berta erinnerte sich später, das Haus sei Schauplatz großer gesellschaftlicher Feste gewesen.
Von 1889 bis 1895 wohnte Szeps, dessen finanzielle Verhältnisse sich beim Ausscheiden aus dem Neuen Wiener Tagblatt verschlechtert hatten, nach Lehmanns Adressbuch mit seiner Familie im Palais Damian in der Langen Gasse 53 im 8. Bezirk, wo seine Frau einen literarischen Salon führte. 1895 schien dort auch sein Sohn Julius auf; er war 1899–1909 Chefredakteur der Wiener Allgemeinen Zeitung und gab das Fremden-Blatt heraus. (Auch Leo[n] war als Zeitungsherausgeber tätig.)
1895 übersiedelten (laut Lehmann) Moriz' Mutter (?) Fanny (laut Israelitischer Kultusgemeinde 84-jährig gestorben und am 2. Dezember 1896 beerdigt), Moriz (mit Amalia) und die beiden Söhne und Zeitungsherausgeber Julius und Leon Szeps (nur erwachsene Hauptmieter waren in Lehmann eingetragen) an die Adresse 9., Alserbachstraße 20, Familiendomizil auch nach Moriz' Tod.
Szeps' ältere Tochter Sophie heiratete Paul Clemenceau, den Bruder von Georges Clemenceau, und lebte in der Folge in Frankreich. Berta heiratete am 15. April 1886 den Anatomen und Universitätsprofessor Emil Zuckerkandl (1849–1910). Sie war als Tochter eines bekannten Publizisten und später als literarische Übersetzerin, Schriftstellerin und Journalistin mit vielen Prominenten im In- und Ausland bekannt bzw. befreundet, führte in Wien einen Salon als gesellschaftlichen Treffpunkt und war bis zu ihrer Flucht 1938 eine immer wieder in das kulturelle und politische Geschehen Österreichs involvierte aktive Bürgerin.